# Dewey Jackson Short

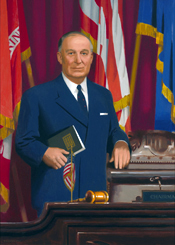
Dewey Jackson Short

Dewey Jackson Short (* 7. April 1898 in Galena, Stone County, Missouri; † 19. November 1979 in Washington, D.C.) war ein US-amerikanischer Politiker. Zwischen 1929 und 1931 sowie nochmals zwischen 1933 und 1957 vertrat er den Bundesstaat Missouri im US-Repräsentantenhaus.

## Werdegang
Dewey Short besuchte die öffentlichen Schulen seiner Heimat einschließlich der Galena High School sowie das Marionville College. Während des Ersten Weltkrieges diente er als Infanterist in den amerikanischen Streitkräften. Nach dem Krieg bis weit in die 1920er Jahre studierte er an verschiedenen Universitäten in den Vereinigten Staaten und in Europa. Dazu gehörten die Baker University in Baldwin City,  die Harvard University, die Universität Heidelberg, die Friedrich-Wilhelms-Universität in Berlin und die University of Oxford in England. Dazwischen und danach lehrte er am Southwestern College in Winfield (Kansas) die Fächer Ethik, Psychologie und politische Philosophie. Außerdem war er im Jahr 1927 Pastor der Methodist Episcopal Church in Springfield.
Politisch war Short Mitglied der Republikanischen Partei. Bei den Kongresswahlen des Jahres 1928 wurde er im 14. Wahlbezirk von Missouri in das US-Repräsentantenhaus in Washington gewählt, wo er am 4. März 1929 die Nachfolge von James F. Fulbright antrat. Da er im Jahr 1930 nicht bestätigt wurde, konnte er bis zum 3. März 1931 zunächst nur eine Legislaturperiode im Kongress absolvieren. Diese war von den Ereignissen der Weltwirtschaftskrise geprägt. In den folgenden Jahren setzte Short seine Universitätsaufgaben fort. 1932 war er Delegierter zur Republican National Convention in Chicago, auf der Präsident Herbert Hoover zur dann erfolglosen Wiederwahl nominiert wurde. Im gleichen Jahr strebte Short erfolglos die Nominierung seiner Partei für die Wahlen zum US-Senat an. 1940 bewarb er sich um die Position des republikanischen Vizepräsidentschaftskandidaten an der Seite von Wendell Willkie, verlor aber mit 108:848 Delegiertenstimmen deutlich gegen Charles L. McNary.
Bei den Wahlen des Jahres 1934 wurde Short im siebten Distrikt seines Staates als Nachfolger von Clement C. Dickinson erneut in den Kongress gewählt. Nach zehn Wiederwahlen konnte er dort bis zum 3. Januar 1957 verbleiben. Bis 1941 wurden die meisten der New-Deal-Gesetze der Bundesregierung unter Präsident Franklin D. Roosevelt verabschiedet, denen aber Shorts Partei ablehnend gegenüberstand. Seit 1941 war auch die Arbeit des Kongresses durch die Ereignisse des Zweiten Weltkrieges überschattet. Im Jahr 1945 gehörte Short einer Kongressdelegation an, die die Konzentrationslager des NS-Regimes in Deutschland besuchte. Danach erlebte Short als Kongressabgeordneter den Beginn des Kalten Krieges, den Koreakrieg und den Beginn der Bürgerrechtsbewegung. Im Jahr 1951 wurde der 22. Verfassungszusatz ratifiziert. Von 1953 bis 1955 war Short Vorsitzender des Streitkräfteausschusses.
Im Jahr 1956 unterlag Short dem Demokraten Charles Harrison Brown. Zwischen 1957 und 1961 war er während der zweiten Amtszeit von Präsident Dwight D. Eisenhower als Nachfolger von George H. Roderick stellvertretender Heeresstaatssekretär (Assistant Secretary of the Army for Civil-Military Affairs). Später trat Short noch als Gastredner auf. Er starb am 19. November 1979 in der Bundeshauptstadt Washington und wurde in Galena beigesetzt.